# Bundi (Distrikt)
Der Distrikt Bundi (Hindi बूँदी जिला) ist ein Distrikt im westindischen Bundesstaat Rajasthan.
Die Fläche beträgt 5.550 km². Verwaltungssitz ist die gleichnamige Stadt Bundi.

## Bevölkerung
Die Einwohnerzahl liegt bei 1.113.725 (2011), mit 579.385 Männern und 534.340 Frauen.